# لي جي سيون
لي جي سيون (الهانغول: yijiseon، ولدت 6 أبريل 1983 ، عرفت أيضا باسم سون لي في وسائل الإعلام الغربية، حاملة لقب ملكة جمال كوريا 2007 ومثلت بلدها في مسابقة ملكة جمال الكون 2008 , عقدت في نها ترانج، فيتنام مع 79 مندوبين آخرين.

## روابط خارجية
- Jiseon Lee  على فيسبوك.
- لي جي سيون على إنستغرام
- Lee Ji-sun's profile in Miss Korea website نسخة محفوظة 16 يوليو 2011 على موقع واي باك مشين.